# Вільчинський Микола Григорович
Мико́ла Григо́рович Вільчи́нський (нар. 24 травня 1992 — 12 червня 2018) — солдат Збройних сил України, учасник російсько-української війни.

## Життєпис
Народився 1992 року в селі Старики (Горохівський район, Волинська область); закінчив ПТУ № 27 у місті Берестечко. Проходив строкову службу на флоті; демобілізувавшись, 5 років працював слюсарем з експлуатації та ремонту газового устаткування 2-го розряду — Берестечківська дільниця Горохівського відділення ПАТ «Волиньгаз», бригада внутрішньобудинкових систем газопостачання.
В серпні 2014 року призваний за мобілізацією, рік воював у складі 24-ї бригади — поблизу Новотошківського і Кримського. Після демобілізації одружився; у жовтні 2017-го вступив на військову службу за контрактом. Солдат, номер обслуги гранатометного відділення 3-го батальйону 24-ї бригади.
12 червня 2018 року загинув вранці поблизу смт Новгородське від кулі снайпера у спину; куля пройшла навиліт нижче бронежилета та зачепила життєво важливі органи, почалася внутрішня кровотеча. Під час надання першої медичної допомоги та евакуації терористи почали обстріл; важкопораненого бійця не встигли довезти до госпіталю.
15 червня 2018-го відбулося прощання у Горохові, похований в селі Піски; у Горохівському районі з 14 по 16 червня оголошено дні жалоби.
Без Миколи лишились батьки, сестра, дружина та маленька доня — народилась 4 травня 2018 року.

## Нагороди та вшанування
- указом Президента України № 239/2018 від 23 серпня 2018 року «за особисту мужність і самовіддані дії, виявлені у захисті державного суверенітету та територіальної цілісності України, зразкового виконання військового обов'язку» — нагороджений орденом «За мужність» III ступеня (посмертно)[1]